# Hemibates stenosoma
Hemibates stenosoma is een straalvinnige vissensoort uit de familie van de cichliden (Cichlidae). De wetenschappelijke naam van de soort is voor het eerst geldig gepubliceerd in 1901 door George Albert Boulenger.
De soort komt voor in het Tanganyikameer in Centraal-Afrika.
H. stenosoma is de enige formeel wetenschappelijk beschreven soort uit het geslacht Hemibates.